# Bactrocera propinqua
Bactrocera propinqua är en tvåvingeart som först beskrevs av Hardy och Adachi 1954.  Bactrocera propinqua ingår i släktet Bactrocera och familjen borrflugor. Inga underarter finns listade.